# Luís Alimbrot

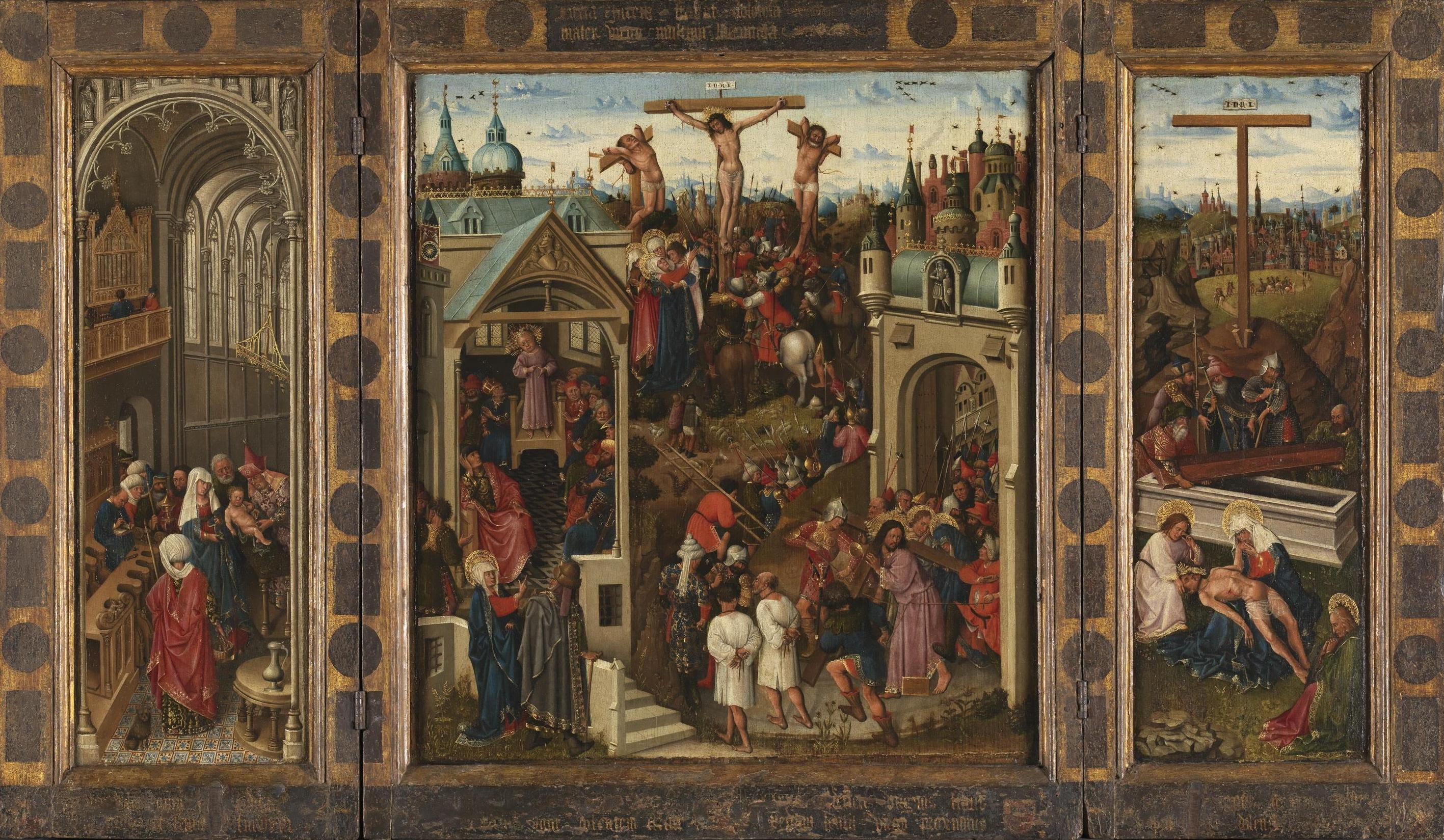
Kreuzigungstriptychon (um 1440), Museo del Prado Madrid

Lodewijk Allyncbrood (meist Luís Alimbrot oder spanisch Luís Alincbrot) (* um 1410; † 25. Oktober 1460 in Valencia) war ein flämischer Maler, der im spanischen Valencia des 15. Jahrhunderts tätig war. Er wird um 1432 und um 1437 als Mitglied der Malergilde in Brügge geführt, 1439 verlegt er seine Werkstatt nach Spanien. Die ihm zugeschriebenen Werke erinnern in ihrem Realismus und ihrer Detailtreue an Werke seines flämischen Zeitgenossen Jan van Eyck.

## Meister der Inkarnation
Luís Alimbrot ist auch als der Meister der Inkarnation bekannt, nach einem ihm zugeschriebenen Werk, dem Triptychon der Kreuzigung für das Kloster der Karmeliten der Inkarnation (spanisch Convento de las carmelitas descalzas de la Encarnación) in Valencia.

## Auswirkung
Durch Luís Alimbrot und durch den Kontakt mit anderen Künstlern aus Flandern kamen Einflüsse nördlicher Malweise – eines heute Altniederländische Malerei genannten Stiles – in die Kunst des Königreichs. Eventuell war Alimbrot auch selbst Lehrmeister von spätgotischen Malern der sogenannten Valensischen Schule.

## Namensschreibung
Sein flämischer Nachname „Allyncbrood“ wird heute meist als „Alimbrot“ geschrieben, es gab oder gibt aber auch die Schreibweise „Allincbrot“, „Hallyncbroodt“ und „Hallyncbrood“. In Spanien ist meist „Allincbrot“ angegeben. Für seinen flämischen Vornamen „Lodewijk “(Ludwig) wird heute meist die spanische Form „Luís“, manchmal auch das französische „Louis“ gebraucht.

## Zugeschriebene Werke
- Passagen aus dem Leben Jesu oder Triptychon der Kreuzigung (Pasajes de la vida de Cristo o tríptico de la Crucifixión), ca. 1440–1450 – Madrid, Museo Nacional del Prado, Inv. Nr. 2538[2]
- Kreuzigung (Crucifixión), ca. 1440 – Sammlung Rodriguez Bauzá in Madrid bis 1952; Besitz heute unbekannt